# Michery
Michery és un municipi francès, situat al departament del Yonne i a la regió de Borgonya - Franc Comtat. L'any 2007 tenia 1.001 habitants.

## Demografia

### Població
El 2007 la població de fet de Michery era de 1.001 persones. Hi havia 396 famílies, de les quals 106 eren unipersonals (47 homes vivint sols i 59 dones vivint soles), 137 parelles sense fills, 137 parelles amb fills i 16 famílies monoparentals amb fills.
La població ha evolucionat segons el següent gràfic:
Habitants censats

### Habitatges
El 2007 hi havia 531 habitatges, 406 eren l'habitatge principal de la família, 107 eren segones residències i 18 estaven desocupats. 523 eren cases i 2 eren apartaments. Dels 406 habitatges principals, 382 estaven ocupats pels seus propietaris, 15 estaven llogats i ocupats pels llogaters i 10 estaven cedits a títol gratuït; 2 tenien una cambra, 26 en tenien dues, 76 en tenien tres, 132 en tenien quatre i 171 en tenien cinc o més. 348 habitatges disposaven pel capbaix d'una plaça de pàrquing. A 167 habitatges hi havia un automòbil i a 204 n'hi havia dos o més.

### Piràmide de població
La piràmide de població per edats i sexe el 2009 era:
| Homes | Edats   | Dones |
| ----- | ------- | ----- |
| 0     | 95 o +  | 0     |
| 0     | 90 a 94 | 0     |
| 0     | 85 a 89 | 16    |
| 0     | 80 a 84 | 8     |
| 24    | 75 a 79 | 28    |
| 16    | 70 a 74 | 16    |
| 20    | 65 a 69 | 24    |
| 36    | 60 a 64 | 32    |
| 20    | 55 a 59 | 28    |
| 40    | 50 a 54 | 40    |
| 28    | 45 a 49 | 28    |
| 32    | 40 a 44 | 24    |
| 36    | 35 a 39 | 40    |
| 28    | 30 a 34 | 28    |
| 12    | 25 a 29 | 16    |
| 20    | 20 a 24 | 13    |
| 40    | 15 a 19 | 20    |
| 8     | 10 a 14 | 28    |
| 20    | 5 a 9   | 36    |
| 28    | 0 a 4   | 20    |

## Economia
El 2007 la població en edat de treballar era de 587 persones, 412 eren actives i 175 eren inactives. De les 412 persones actives 378 estaven ocupades (196 homes i 182 dones) i 34 estaven aturades (15 homes i 19 dones). De les 175 persones inactives 81 estaven jubilades, 43 estaven estudiant i 51 estaven classificades com a «altres inactius».

### Ingressos
El 2009 a Michery hi havia 416 unitats fiscals que integraven 1.036,5 persones, la mediana anual d'ingressos fiscals per persona era de 18.994 €.

### Activitats econòmiques
Dels 32 establiments que hi havia el 2007, 1 era d'una empresa extractiva, 1 d'una empresa alimentària, 1 d'una empresa de fabricació d'altres productes industrials, 7 d'empreses de construcció, 10 d'empreses de comerç i reparació d'automòbils, 2 d'empreses de transport, 4 d'empreses de serveis, 3 d'entitats de l'administració pública i 3 d'empreses classificades com a «altres activitats de serveis».
Dels 5 establiments de servei als particulars que hi havia el 2009, 1 era un paleta, 1 lampisteria, 1 electricista i 2 perruqueries.
Dels 4 establiments comercials que hi havia el 2009, 1 era una botiga de més de 120 m², 1 una botiga de menys de 120 m², 1 una botiga de roba i 1 una botiga de material de revestiment de parets i terra.
L'any 2000 a Michery hi havia 8 explotacions agrícoles.

## Equipaments sanitaris i escolars
El 2009 hi havia una escola elemental.

## Poblacions més properes
El següent diagrama mostra les poblacions més properes.